# Manassa Danioko
Manassa Danioko, née le 19 janvier 1945 à Kadiolo, est une magistrate malienne. Du 5 mars 2015 au 12 juillet 2020, elle occupe le poste de présidente de la Cour constitutionnelle du Mali.

## Biographie
Manassa Danioko est née en 1945 à Kadiolo. Elle étudie en primaire dans sa ville natale, passe le baccalauréat au lycée Terrasson de Fougères puis obtient une maîtrise en droit à l'École nationale d'administration. Elle effectue également divers stages en France, notamment à la Cour d'Appel, au Tribunal de Grande Instance et au Tribunal pour enfants de Paris.
Avec plus de 25 ans d'expérience dans la magistrature, elle occupe divers postes, juge d'instruction du tribunal de première instance de Segú, suppléante du procureur général de la République aux tribunaux de première instance de Segú, Kayes et Sikasso, avocate générale à la cour d'appel de Bamako, conseillère à la cour spéciale de sûreté de l'Etat et présidente du tribunal de première instance de Bamako.
En 1988, elle est suspendue et éloignée du corps à la suite d'une ordonnance provisoire. Trois ans plus tard, sa suspension a été annulée et de 1991 à 1995, elle occupe le poste de procureur général à la cour d'appel de Bamako.
Entre 1995 et 2002, elle est ambassadrice du Mali au Canada, à Cuba, au Mexique, au Nicaragua et au Venezuela. Elle est également la fondatrice du Cercle d'affaires Canada-Mali.
Le 5 mars 2015, elle est nommée présidente de la Cour constitutionnelle du Mali.

## Crise de la Cour constitutionnelle
Après les élections législatives de 2018 dénoncées pour fraude par l'opposition, la présidente de la Cour constitutionnelle est tenue pour responsable d'avoir validé ces élections au profit du parti au pouvoir dirigé par le président Keita,.
En juin 2020, quatre membres de la Cour constitutionnelle Fatoumata Diall, Mahamadou Boiré, M’Pèrè Diarra et Zoumana Moussa Cissé démissionnent mais Manassa Danioko reste en fonction, notant que la Constitution du Mali établit que les membres de la Cour sont irrévocables pendant leur mandat.
Le 12 juillet 2020, après plusieurs mois de manifestations dans la rue, la Cour constitutionnelle est dissoute par le président Ibrahim Boubacar Keita après que Manassa Kanioko ait refusé de renoncer à son poste. Depuis les élections de 2018, la Cour constitutionnelle était l'un des organes les plus contestés par l'opposition et le président décide de la dissoudre pour tenter de tempérer les manifestations de 2020.

## Distinctions
- Chevalier de l'ordre national du Mali